# Медиц-Пеликан, Эмилия
Эмилия Медиц-Пеликан (нем. Emilie Mediz-Pelikan; 2 декабря 1861, Фёклабрук, Верхняя Австрия — 19 марта 1908, Дрезден) — австрийская художница-пейзажист, график. Символист. Представитель экспрессионизма.

## Биография

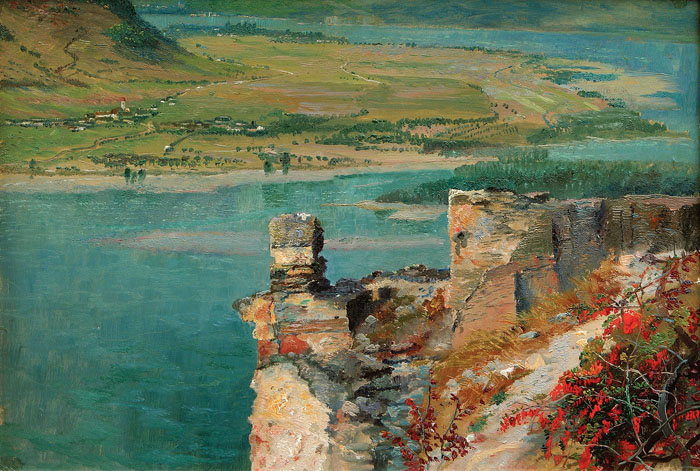
Вид замка Дюрнштайн, ок. 1900

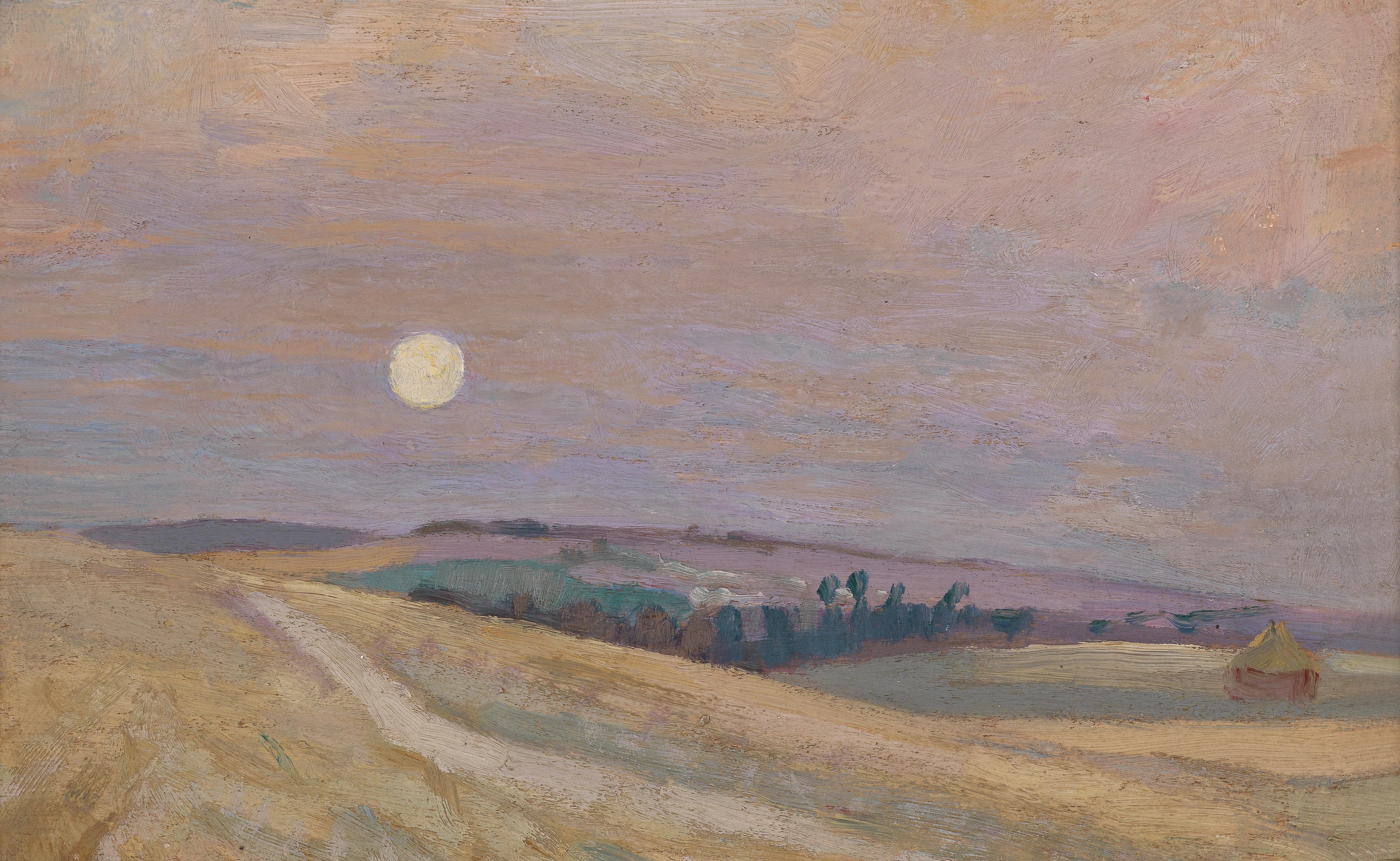
Закат, 1907/08

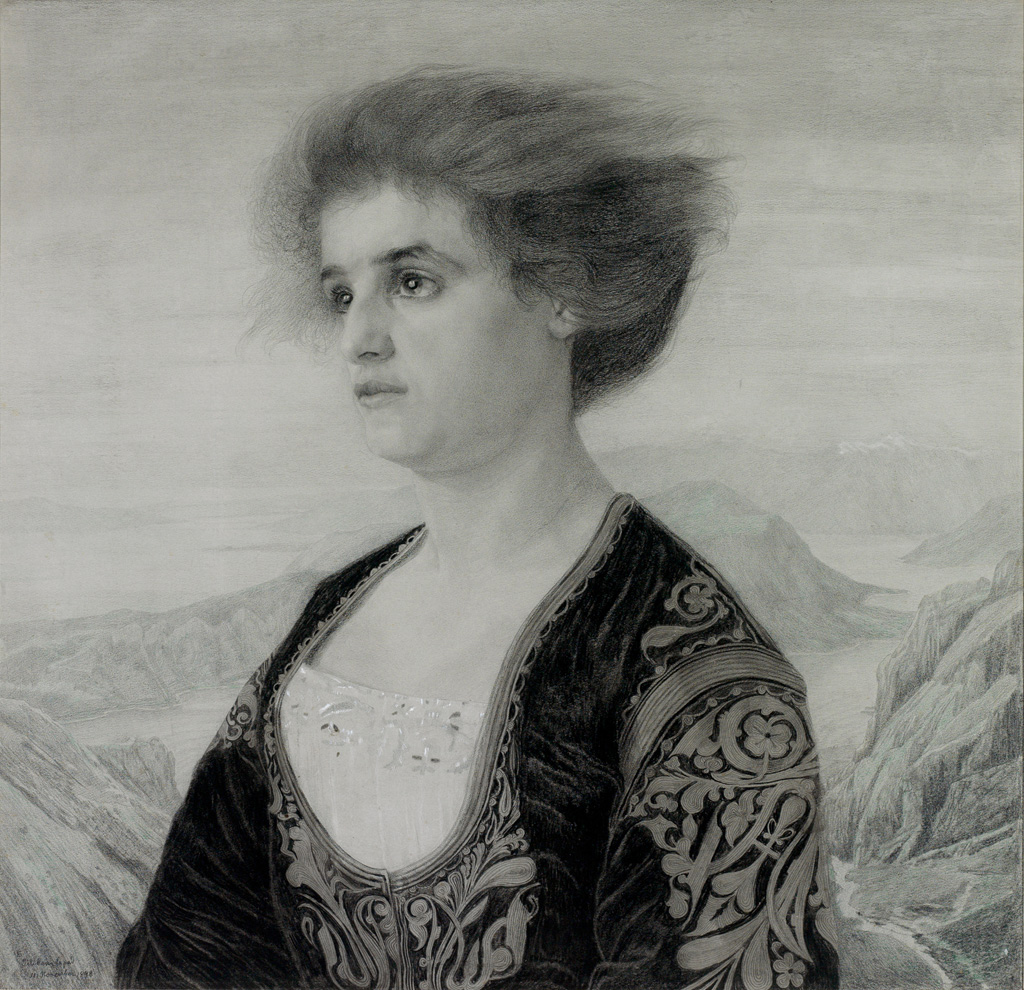
Портрет молодой женщины. 1898

Обучалась в венской Академии изобразительного искусства. Одна из последних учениц пейзажиста Альберта Циммермана. Последовала за своим учителем, когда он переехал в Зальцбург в 1880 г., а затем в Мюнхен в 1885 году, оставаясь с ним до смерти в 1888 году.
После посещения Парижа длительный период жила в колонии художников в Кнокке (Бельгия). В 1889—1890 встретила молодого художника Карла Медица и в 1891 году вышла за него замуж. Вместе они побывали в Тироле, жили в Италии, путешествовали по побережью Адриатики.
В 1890 году получила общественное признание её картина маслом «Поле дроков». Критики писали: «В Мюнхене никто никогда не видел такого зрелищного импрессионизма». Тем не менее семья художников жила в Вене в бедности, так как их работы не находили покупателей.
На рубеже веков к ней постепенно пришёл творческий успех. В 1898 она участвовала на первой художественной выставке Венского Сецессиона, в 1901 году представляла свои работы на Международной художественной выставке в Дрездене. В 1903 году вместе с мужем участвовала в коллективной выставке ассоциации художников Hagenbund в Вене. В Дрездене в 1904 показала свои графические работы, в 1905 и 1906 выставлялась в Доме художника в Берлине. В 1911 её картины были представлены на австрийской художественной выставке в Риме.
В 1908 году Медиц-Пеликан внезапно умерла от остановки сердца в возрасте 47 лет.